# Reinhold von Ungern-Sternberg (1656–1713)

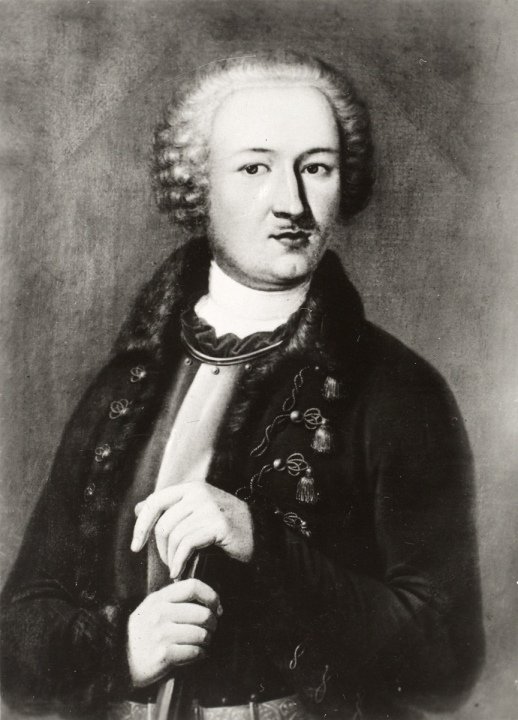

Reinhold Freiherr von Ungern-Sternberg (* 1656; † 1713 in Reval) war ein Ritterschaftshauptmann der Estländischen Ritterschaft.

## Leben
Sein Vater war Otto Freiherr von Ungern-Sternberg, seine Mutter Helene, geb. von Zoege. 
Von 1696 bis 1697 war er Ritterschaftshauptmann der Estländischen Ritterschaft und von 1696 bis 1713 Landrat. 1697 war er Delegierter der Estländischen Ritterschaft in Stockholm. 1710 führte er die Kapitulationsverhandlungen für die Ritterschaft und unterzeichnete die Kapitulation zu Hark.